# Ace vs Ace
Ace vs Ace (chino: 王牌对王牌, pinyin: Wang Pai Dui Wang Pai, también conocida como Trump Card), es un programa chino transmitido desde el 29 de enero del 2016 hasta ahora, a través de Zhejiang TV.
En 2020 se anunció que el programa tendría una sexta temporada, la cual sería estrenada el 29 de enero de 2021.

## Contenido
En cada episodio aparecen invitados famosos que se dividen en dos equipos, siendo los capitanes de equipo uno de los presentadores. Ambos equipos compiten entre sí en una serie de juegos divertidos para encontrar el "As" entre los ases.

## Elenco

### Miembros actuales
| Artista               | Puesto          | N.º de episodios | Duración      |
| --------------------- | --------------- | ---------------- | ------------- |
| Shen Tao (主持人沈涛) | -               | 1.01 - presente  | 2016-presente |
| Shen Teng             | Líder de Grupo  | 3.01 - presente  | 2018-presente |
| Jia Ling              | Líder de Grupo  | 3.01 - presente  | 2018-presente |
| Hua Chenyu            | Co-presentador  | -                | 2019-presente |
| Guan Xiaotong         | Co-presentadora | -                | 2019-presente |
| Song Yaxuan           | Co-presentador  | -                | 2021-presente |

### Antiguos miembros
| Artista              | Puesto         | No. de Episodios | Duración  | Notas |
| -------------------- | -------------- | ---------------- | --------- | --- |
| Roy Wang (Wang Yuan) | Líder de Grupo | 2.01 -           | 2017-2018 | |
| Ouyang Nana          | Agente         | -                | 2017-2018 | |
| Shi Ming Ze (师铭泽) | -              | -                | 2018      | |
| Wang Zulan           | Líder de Grupo | 1-6, 8-10 / 1-12 | 2016-2017 | |
| Xie Na               | Líder de Grupo | 5-7, 9-11        | 2016      | se unió al programa durante el quinto episodio, reemplazando a Bai Baihe.                                      |
| Bai Baihe            | Líder de Grupo | 1-4              | 2016      | dejó el programa después del cuarto episodio, debido a una lesión en el pie izquierdo, para poder recuperarse. |
| Victoria Song        | Agente         | 1-12             | 2017      | se unió durante la segunda temporada del programa reemplazando a Xie Na.                                       |
| Huang Lei            | -              | -                | 2017      | |

### Miembros invitados
| Artista    | Puesto         | Episodio | Duración | Notas                                                                                       |
| ---------- | -------------- | -------- | -------- | ------------------------------------------------------------------------------------------- |
| Hai Qing   | Líder de Grupo | 8        | 2016     | reemplazó a Xie Na en el octavo episodio.                                                   |
| Hu Haiquan | Líder de Grupo | 7        | 2016     | reemplazó a Wang Zulan en el séptimo episodio, ya que él tuvo que filmar Hurry Up, Brother. |

### Artistas invitados

#### Primera y Segunda temporadas
| Nombre                             | Episodio donde apareció | Duración |
| ---------------------------------- | ----------------------- | -------- |
| William Chan                       | 11                      | 2016     |
| Chen Xuedong                       | 11                      | 2016     |
| Lin Yun                            | 11                      | 2016     |
| Yan Yikuan                         | 11                      | 2016     |
| Sheng Yilun (Peter Sheng)          | 11                      | 2016     |
| Amber Kuo                          | 11                      | 2016     |
| Wang Duo                           | 11                      | 2016     |
| Guo Jingming                       | 11                      | 2016     |
| Huo Siyan                          | 10                      | 2016     |
| Du Jiang                           | 10                      | 2016     |
| Liu Haoran                         | 10                      | 2016     |
| Ouyang Nana                        | 10                      | 2016     |
| Jordan Chan                        | 10                      | 2016     |
| Ying Caier (Cherrie Ying)          | 10                      | 2016     |
| Sha Yi                             | 2, 10                   | 2016     |
| Hu Ke                              | 10                      | 2016     |
| Wu Chun                            | 10                      | 2016     |
| Ella Chen                          | 7, 10                   | 2016     |
| Tang Wei                           | 10                      | 2016     |
| Wu Xiubo                           | 10                      | 2016     |
| Zhang Xinyi                        | 9                       | 2016     |
| Yuan Shanshan                      | 9                       | 2016     |
| Wang Likun                         | 9                       | 2016     |
| Zhang Ting                         | 9                       | 2016     |
| Shereng Tang (Deng Cuiwen)         | 9                       | 2016     |
| Zhang Yuqi                         | 9                       | 2016     |
| Xu Fan                             | 9                       | 2016     |
| Steve Ma                           | 9                       | 2016     |
| Ning Jing                          | 8-9                     | 2016     |
| Ada Choi (Cai Shaofen)             | 5, 9                    | 2016     |
| Wang Lixin                         | 4, 9                    | 2016     |
| Ma Li                              | 3, 9                    | 2016     |
| Song Xiaobao                       | 2-3, 8-9                | 2016     |
| Ma Tianyu                          | 8                       | 2016     |
| Nuan Jingtian (Ethan Ruan)         | 8                       | 2016     |
| Yang Xuwen                         | 8                       | 2016     |
| Liu Yan                            | 8                       | 2016     |
| Yu Yang                            | 8                       | 2016     |
| Wu Junru (Sandra Ng)               | 8                       | 2016     |
| Zhang Weijiang                     | 8                       | 2016     |
| Pan Changjiang                     | 3, 8                    | 2016     |
| Jackson Yee                        | 7                       | 2016     |
| Karry Wang                         | 7                       | 2016     |
| Roy Wang                           | 7, 11                   | 2016     |
| Lee-Hom Wang                       | 7                       | 2016     |
| Selina Jen                         | 7                       | 2016     |
| Hu Hai Quan                        | 7                       | 2016     |
| Yue Yunpeng                        | 7                       | 2016     |
| Han Dian Chen                      | 1, 7                    | 2016     |
| Lin Gengxin                        | 1, 6                    | 2016     |
| Jiang Jinfu                        | 6                       | 2016     |
| Hua Chenyu                         | 6                       | 2016     |
| Mikey He                           | 6                       | 2016     |
| Gu Juji (Leo Ku)                   | 6                       | 2016     |
| Ren Xianqi (Richie Jen)            | 6                       | 2016     |
| Ady An                             | 6                       | 2016     |
| Evonne Hsieh (Xie Yilin)           | 6                       | 2016     |
| Zhou Dongyu                        | 6                       | 2016     |
| Cecilia Cheung (Zhang Baizhi)      | 2, 6                    | 2016     |
| Zhang Huiwen                       | 6                       | 2016     |
| Chopstick Brothers                 | 6                       | 2016     |
| Charlene Choi (A Sa)               | 5-6                     | 2016     |
| Chen He                            | 1, 5                    | 2016     |
| Li Chen                            | 1, 5                    | 2016     |
| Zheng Kai                          | 1, 5                    | 2016     |
| Gao Yunxiang (Gavin Gao)           | 5                       | 2016     |
| Jimmy Lin (Lin Zhiying)            | 5                       | 2016     |
| Song Jia                           | 5                       | 2016     |
| Ma Su                              | 5                       | 2016     |
| Huo Siyuan                         | 5                       | 2016     |
| Leanne Li (Li Yanan)               | 5                       | 2016     |
| Jing Boran                         | 4                       | 2016     |
| Feng Shaofeng                      | 4                       | 2016     |
| Aaron Kwok                         | 4                       | 2016     |
| Xiao Shengyang                     | 4                       | 2016     |
| Him Law                            | 4                       | 2016     |
| Han Geng                           | 4                       | 2016     |
| Huang Cancan                       | 4                       | 2016     |
| Wu Mochou                          | 4                       | 2016     |
| Liang Yongqi                       | 4                       | 2016     |
| Wu Xin                             | 4                       | 2016     |
| Ceng Zhiwen                        | 4                       | 2016     |
| Yang Bing                          | 3                       | 2016     |
| Chen Chunyang                      | 3                       | 2016     |
| Wen Song                           | 3                       | 2016     |
| Wang Xiaoli                        | 3                       | 2016     |
| Pang Ya                            | 3                       | 2016     |
| Liu Xiaogong                       | 3                       | 2016     |
| Dai Chunrong                       | 3                       | 2016     |
| Xue Li                             | 3                       | 2016     |
| Fu Yiwei                           | 3                       | 2016     |
| Bai Kainan                         | 3                       | 2016     |
| Chen Teng                          | 3                       | 2016     |
| Ceng Zhiwei                        | 3                       | 2016     |
| Cai Ming                           | 3                       | 2016     |
| Yan Ni                             | 2, 4                    | 2016     |
| Yang Di                            | 2-3                     | 2016     |
| Michelle Yeoh                      | 2                       | 2016     |
| Tony Leung Ka Fei                  | 2                       | 2016     |
| Wu Lei                             | 2                       | 2016     |
| Natasha Liu Bordizzo (Liu Chengyu) | 2                       | 2016     |
| Tao                                | 2                       | 2016     |
| Qiao Shan                          | 2                       | 2016     |
| Ni Hongjie                         | 2                       | 2016     |
| Xiao Jian                          | 2                       | 2016     |
| Jiang Chao                         | 2                       | 2016     |
| A Ya                               | 2                       | 2016     |
| Wang Shasha                        | 2                       | 2016     |
| Jiantao Hong                       | 2                       | 2016     |
| Huang Rihua                        | 2                       | 2016     |
| De Peng                            | 1                       | 2016     |
| Fan Bingbing                       | 1                       | 2016     |
| Kris                               | 1                       | 2016     |
| Deng Chao                          | 1                       | 2016     |
| Luhan                              | 1                       | 2016     |
| Angelababy                         | 1                       | 2016     |

| Nombre                        | Episodio donde apareció | Duración |
| ----------------------------- | ----------------------- | -------- |
| Kelly Yu                      |                         | 2017     |
| Jenny Zhang                   |                         | 2017     |
| Chang Yuan                    |                         | 2017     |
| Jia Ling                      |                         | 2017     |
| Xiao Shenyang                 |                         | 2017     |
| Ren Jialun (Allen Ren)        |                         | 2017     |
| Yuan Shanshan                 |                         | 2017     |
| Li Xiaolu                     |                         | 2017     |
| Ming Dao                      |                         | 2017     |
| Bai Baihe                     |                         | 2017     |
| Xu Jinglei                    |                         | 2017     |
| Lorene Ren (Ren Rongxuan)     |                         | 2017     |
| Wei Daxun                     |                         | 2017     |
| David Wang (Wang Yao Qing)    |                         | 2017     |
| Bai Jingting                  |                         | 2017     |
| Xiao Tao Hong                 |                         | 2017     |
| Yin Zheng (Andrew Yin)        |                         | 2017     |
| Huang Xuan                    |                         | 2017     |
| Xing Jiadong                  |                         | 2017     |
| Zhang Hanyu                   |                         | 2017     |
| Zhang Fengyi                  |                         | 2017     |
| Vincent Zhao                  |                         | 2017     |
| Shu Chang                     |                         | 2017     |
| Athena Chu                    |                         | 2017     |
| William Yang (Yang Xuwen)     |                         | 2017     |
| Evonne Hsieh (Xie Yilin)      | -                       | 2017     |
| Carman Lee                    |                         | 2017     |
| Jimmy Lin                     |                         | 2017     |
| Kimi Li (Li Jinming)          |                         | 2017     |
| Yuan Li                       |                         | 2017     |
| Jiang Wenli                   |                         | 2017     |
| Chen Jianbin                  |                         | 2017     |
| Zhang Tielin                  |                         | 2017     |
| Wang Gang                     |                         | 2017     |
| Ma Su                         |                         | 2017     |
| Lin Gengxin (Kenny Lin)       |                         | 2017     |
| Sun Yizhou                    |                         | 2017     |
| Loura Lou (Lou Yixiao)        |                         | 2017     |
| Zhang Junhao                  |                         | 2017     |
| Wu Liping                     |                         | 2017     |
| Jacky Wu Zongxian             |                         | 2017     |
| Liu Mintao                    |                         | 2017     |
| Kristy Zhang (Zhang Hanyun)   |                         | 2017     |
| Charmaine Sheh                |                         | 2017     |
| Liu Xiaoqing                  |                         | 2017     |
| Tang Yixin (Tina Tang)        |                         | 2017     |
| Angel Wang (Wang Ou)          |                         | 2017     |
| Wang Likun                    |                         | 2017     |
| Ada Choi                      |                         | 2017     |
| Henry Lau                     | 5                       | 2017     |
| Cecilia Cheung (Zhang Baizhi) | 5                       | 2017     |
| Li Chen                       | 5                       | 2017     |
| Guo Qilin                     | 5                       | 2017     |
| Eddy Ou                       | 5                       | 2017     |
| Niu Li                        | 5                       | 2017     |
| Shen Teng                     | 5                       | 2017     |
| Pan Changjiang                | 3, 5                    | 2017     |
| Sha Yi                        | 4, 5                    | 2017     |
| Zhang Guoli                   | 1, 5                    | 2017     |
| Nicholas Tse                  | 4                       | 2017     |
| Charlene Choi                 | 4                       | 2017     |
| Gillian Chung (Jung Yantung)  | 4                       | 2017     |
| Joker Xue                     | 4                       | 2017     |
| Jolin Tsai                    | 4                       | 2017     |
| Liu Yiwei                     | 4                       | 2017     |
| Hai Qing                      | 4                       | 2017     |
| Xiao Yang                     | 4                       | 2017     |
| Wang Taili                    | 4                       | 2017     |
| Bai Bing                      | 4                       | 2017     |
| Sun Tao                       | 3                       | 2017     |
| Guo Da                        | 3                       | 2017     |
| Song Xiaobao                  | 3                       | 2017     |
| Yang Di                       | 3                       | 2017     |
| Jia Nailiang (Smile Jia)      | 3                       | 2017     |
| Cai Ming                      | 3                       | 2017     |
| Qiao Shan                     | 3                       | 2017     |
| Bai Kainan                    | 3                       | 2017     |
| Yu Yang                       | 3                       | 2017     |
| Eric Tsang                    | 1, 3                    | 2017     |
| Amber Kuo                     | 3                       | 2017     |
| Mary Ma                       | 3                       | 2017     |
| Lu Zhengyu                    | 3                       | 2017     |
| Cai Guoqing                   | 3                       | 2017     |
| Wang Xun                      | 3                       | 2017     |
| Mao Amin                      | 3                       | 2017     |
| Jackson Yee                   | 2                       | 2017     |
| Karry Wang                    | 2                       | 2017     |
| Zheng Kai                     | 2                       | 2017     |
| Deng Chao                     | 2                       | 2017     |
| Tian Liang                    | 2                       | 2017     |
| Li Ronghao                    | 2                       | 2017     |
| Gao Huayang                   | 2                       | 2017     |
| Sammi Cheng                   | 2                       | 2017     |
| Jackie Chan                   | 1                       | 2017     |
| Dilraba Dilmurat              | 1                       | 2017     |
| Vin Zhang                     | 1                       | 2017     |
| Alan Yu                       | 1                       | 2017     |
| Vengo Gao                     | 1                       | 2017     |
| Zhang Lanxin                  | 1                       | 2017     |
| Tao                           | 1                       | 2016     |
| Mark Chao                     | 1                       | 2017     |
| Yang Mi                       | 1                       | 2017     |
| Miya Muqi                     | 1                       | 2017     |
| Ken Chang                     | 1                       | 2017     |
| Huang Mengying                | 1                       | 2017     |

#### Tercera y Cuarta temporadas
| Nombre        | Episodio donde apareció | Duración |
| ------------- | ----------------------- | -------- |
| Xin Zhilei    | -                       | 2018     |
| Zhang Xueying | -                       | 2018     |
| Xiao Zhan     | -                       | 2018     |
| Gu Jiacheng   | -                       | 2018     |
| Shi Ming Ze   | -                       | 2018     |

| Nombre                | Episodio donde apareció | Duración |
| --------------------- | ----------------------- | -------- |
| Li Chen               | 12                      | 2019     |
| Lucas Wong            | 12                      | 2019     |
| Zheng Kai             | 12                      | 2019     |
| Angelababy            | 12                      | 2019     |
| Jerry Yan             | 11                      | 2019     |
| Ken Chu               | 11                      | 2019     |
| Darren Chen           | 11                      | 2019     |
| Shen Yue              | 11                      | 2019     |
| William Chan          | 10                      | 2019     |
| Wu Jinyan             | 8                       | 2019     |
| Yang Di (杨迪)        | 6-7                     | 2019     |
| Sha Yi (沙溢)         | 3-4, 6                  | 2019     |
| Qin Junjie            | 5                       | 2019     |
| Wowkie Zhang (大张伟) | 3-4                     | 2019     |
| Huang Bo              | 1-2                     | 2019     |
| Roy Wang (Wang Yuan)  | 1-2                     | 2019     |
| Ouyang Nana           | 1-2                     | 2019     |

#### Quinta y Sexta temporada
| Nombre         | Episodio donde apareció | Duración |
| -------------- | ----------------------- | -------- |
| Huang Xiaoming | -                       | 2020     |
| Zhang Ruoyun   | -                       | 2020     |
| Li Qin         | -                       | 2020     |
| Li Chun        | 9                       | 2020     |
| Song Yi        | -                       | 2020     |
| Tian Yu        | -                       | 2020     |
| Guo Qilin      | -                       | 2020     |
| Gao Shuguang   | -                       | 2020     |
| Yu Xiaowei     | -                       | 2020     |
| Liu Duanduan   | -                       | 2020     |
| Liu Meitong    | -                       | 2020     |
| Han Haolin     | -                       | 2020     |
| Wang Likun     | -                       | 2020     |
| Angelababy     | -                       | 2020     |
| Zhang Xincheng | -                       | 2020     |
| Liu Yan        | -                       | 2020     |
| Hu Bing        | -                       | 2020     |
| Li Chen        | -                       | 2020     |
| Gao Xin        | -                       | 2020     |
| Ma Tianyu      | -                       | 2020     |
| Zheng Shuang   | -                       | 2020     |
| Yu Haoming     | -                       | 2020     |
| Yang Di        | -                       | 2020     |
| Jin Jing       | -                       | 2020     |
| Leo Ku         | 1                       | 2020     |
| Zhang Zhehan   | 1                       | 2020     |
| Wang Sen       | 1                       | 2020     |
| Alec Su        | 1                       | 2020     |
| Zhao Wei       | 1                       | 2020     |
| Zhang Tielin   | 1                       | 2020     |
| Liu Zheer      | 1                       | 2020     |
| Wu Yuheng      | 1                       | 2020     |
| Lu Shiyu       | 1                       | 2020     |
| Chen Ying      | 1                       | 2020     |
| Kou Zhenhai    | 1                       | 2020     |
| Xu Xing        | 1                       | 2020     |
| Wang Lin       | 1                       | 2020     |

| Nombre                           | Episodio donde apareció | Duración |
| -------------------------------- | ----------------------- | -------- |
| Li Yuchun                        | -                       | 2021     |
| Huang Xiaoming                   | -                       | 2021     |
| Wallace Chung                    | -                       | 2021     |
| Vin Zhang                        | -                       | 2021     |
| Song Xiaobao                     | -                       | 2021     |
| Ma Li                            | -                       | 2021     |
| Jing Tian                        | -                       | 2021     |
| Aprendices de "Youth With You 3" | -                       | 2021     |
| Zhang Zhehan                     | -                       | 2021     |
| Gong Jun                         | -                       | 2021     |
| Nie Yuan                         | -                       | 2021     |
| Huang Yi                         | -                       | 2021     |
| Jia Nailiang                     | -                       | 2021     |
| Yue Yunpeng                      | -                       | 2021     |
| Tang Yixin                       | -                       | 2021     |
| Ren Jialun                       | -                       | 2021     |
| Lin Gengxin                      | -                       | 2021     |
| Tiffany Tang                     | -                       | 2021     |
| Zhang Meng                       | -                       | 2021     |
| Bai Bing (Michelle Bai)          | -                       | 2021     |
| Zi Xuan                          | -                       | 2021     |
| Jin Sha                          | -                       | 2021     |
| Dong Zijian                      | 1                       | 2021     |
| Yang Di (杨迪)                   | 1                       | 2021     |
| Guo Jingfei                      | 1                       | 2021     |
| Lei Jiayin                       | 1                       | 2021     |
| Yang Mi                          | 1                       | 2021     |

## Episodios
La primera temporada estuvo conformada por 11 episodios, los cuales fueron emitidos todos los viernes a las 20:20.
Mientras que la segunda temporada fue estrenada el 20 de enero del 2017 y finalizó el 7 de abril del mismo año, estuvo conformada por 12 episodios, los cuales también fueron emitidos todos los viernes a las 20:20.
La tercera temporada titulada "Ace vs Ace: Season 3" fue estrenada el 2 de febrero del 2018 y finalizó el 13 de abril del mismo año, y estuvo conformada por 12 episodios.

### Primera temporada
| No.  | Título                                      | Equipo Ganador              | Emisión |
| ---- | ------------------------------------------- | --------------------------- | ------- |
| 1.01 | Run Brother vs. Challenger's Alliance       | Challenger's Alliance Team  | 2016    |
| 1.02 | Wulin aka Swordsman: vs Crouching Tiger     | Crouching Tiger Team        | 2016    |
| 1.03 | Over the Top Comedy vs. Down to Earth Drama | Down to Earth Drama Team    | 2016    |
| 1.04 | Monster Hunt vs. Monkey King 2 Cast         | Jing Boran y Xiao Shengyang | 2016    |
| 1.05 | Xie Na vs Wang Zulam                        | Xie Na’s Friends Team       | 2016    |
| 1.06 | 80s vs 90s                                  | 90s Team                    | 2016    |
| 1.07 | Idol Competition: Youth vs. Classic         | Youth Team                  | 2016    |
| 1.08 | Funny vs Charismatic                        | Charismatic Team            | 2016    |
| 1.09 | Period Bold vs Graceful Goddesses           | Graceful Team               | 2016    |
| 1.10 | Real life vs On Screen Couples              | On Screen Couples Team      | 2016    |
| 1.11 | L.O.R.D Special: Team Learners vs Team Pro  | Xie Na-Team Learners        | 2016    |

## Producción
El programa también es conocido como "The Negotiator", "Trump Card", "Joker vs Joker" y/o "Stars vs Stars".
Fue emitido a través de la cadena Zhejiang T (ZJTV).
El 21 de febrero del 2020 se estrenó la quinta temporada del programa.